# Margaret W. Moodey
Margaret Whittaker Moodey, née en décembre 1862 à Steubenville (Ohio, États-Unis) et morte le 17 janvier 1948 à Washington, est une conservatrice scientifique américaine affiliée au Musée national des États-Unis (devenu plus tard le Musée national d'histoire naturelle).

## Jeunesse
Moodey est née en décembre 1862 à Steubenville, dans l'Ohio. Elle est le plus jeune des dix enfants de Roderick Sheldon Moodey et Virginia Southgate Eoff Moodey. Son père est un avocat décédé en 1866. Elle a vécu à Steubenville jusqu'à ce qu'elle déménage à Washington dans les années 1890,.

## Carrière
Moodey était secrétaire et assistante scientifique au Département de géologie du Musée national à Washington. Elle a classé, catalogué et entretenu les fonds géologiques et paléontologiques du musée. Elle a également participé à des expositions et rédigé des rapports,. Elle et Edgar T. Wherry étaient les auteurs adjoints du Handbook and Descriptive Catalog of the Collections of Gems and Precious Stones in the United States National Museum de George Perkins Merrill (1922),. Dans les années 1920, elle était responsable d'une importante collection d'échantillons de pierres précieuses américaines ; « elle a eu l'entière responsabilité et le soin de la collection de pierres précieuses taillées », expliquait le rapport annuel du musée en 1924, « et, à cet égard, elle a été appelée à répondre à de nombreuses demandes de renseignements et à fournir des informations sur les pierres précieuses et les minéraux gemmes ». Des photos de Moodey regardant dans un microscope ont été publiées dans des journaux et des magazines à travers les États-Unis pendant cette période,.
Moodey a démissionné du musée en 1941, alors qu'elle avait presque 80 ans. En tant que « final approprié pour ses efforts au musée », elle fut co-auteur avec Ray S. Bassler du Bibliographic and Faunal Index of Paleozoic Pelmatozoan Echinoderms (1943). Elle a également co-écrit une biographie de George P. Merrill avec Waldemar Lindgren,.

## Vie privée
Margaret Moodey fut la tutrice des trois enfants de son frère Beverly après sa mort en 1906,. Elle a vécu avec sa nièce, Helen M. Coolidge, une directrice de lycée, avant de mourir en 1948, à l'âge de 85 ans.